# 和歌山港まつり花火大会

## 概要
和歌山港まつり花火大会（わかやまみなとまつり）は、和歌山県和歌山市の和歌山港を中心に毎年7月下旬に開催されている、花火大会である。1953年から開催されている。

## 運営方法
港の安全と発展を願って港まつり実行委員会が主体となり運営されている。

## 問題点
近年、運営費の確保がままならず、来年以降の存続に“黄信号”がともっている。企業に加えて個人からも協賛金を募っているが、数年前から繰越金を取り崩して運営している。

## 交通
当日、南海電気鉄道加太線は、臨時ダイヤで運行される。